# Ruprechtia tenuiflora
Ruprechtia tenuiflora là một loài thực vật có hoa trong họ Rau răm. Loài này được Benth. miêu tả khoa học đầu tiên năm 1845.